# Вёшенковые
Вёшенковые, или плевро́товые (лат. Pleurotaceae), — семейство грибов из отдела базидиомицетов (Basidiomycota). К семейству относится известный род — вёшенка, представители которого культивируются промышленно. Некоторые виды легко спутать с видами семейства Omphalotaceae.

## Морфология
Плодовые тела шляпконожечные и могут достигать больших размеров. Гименофор пластинчатый, пластинки нисходящие.